# Жаксыбаев, Наби Кульчаманович
Наби Кульчаманович Жаксыбаев  (1912—1975) — советский казахстанский государственный, партийный и хозяйственный деятель, Герой Социалистического Труда (1966).

## Биография
Родился 28 февраля 1912 года в ауле № 2 Актюбинского уезда Тургайской области (ныне — Шалкарский район Актюбинской области Казахстана).
В 1937 году окончил Московский институт цветных металлов и золота. После окончания вуза преподавал в Казахском горно-металлургическом институте.
В 1942—1953 годах на государственной и партийной работе: председатель Южно-Казахстанского облисполкома, председатель Актюбинского облисполкома, секретарь Актюбинского обкома ВКП(б).
С 1953 года возглавлял рудники Карагандинской области, работал заместителем министра цветной металлургии Казахской ССР, председателем гостехнадзора Совета Министров Казахской ССР.
С 1959 года возглавлял Зыряновский свинцовый комбинат. Кандидат технических наук Жаксыбаев Н. К. произвел автоматизацию горно-рудного производства, ввел многие новые технологии в области добычи и обогащения горнорудной продукции. В эти годы были открытые новые месторождения.
Благодаря Н. К. Жаксыбаеву в Зыряновске было начато ускоренное строительство жилья, построена санитарная часть, запущено централизованное отопление, заложен Дворец культуры, техники и спорта, были построены несколько баз отдыха на Бухтарминском водохранилище, санаторий «Рахмановские ключи». Организованная система снабжения позволила обеспечить население широким ассортиментом продовольственных товаров, продукцией легкой промышленности.
Скончался 8 августа 1975 года, похоронен на Кенсайском кладбище Алматы.

## Награды
- 20 мая 1966 года за выдающиеся успехи, достигнутые в развитии цветной металлургии Жаксыбаеву Наби Кульчамановичу было присвоено Звание Героя Социалистического Труда с вручением ордена Ленина и Золотой медали «Серп и молот».
- Жаксыбаев Н. К. был награждён двумя орденами Трудового Знамени, орденом Октябрьской революции, орденом «Знак Почета», тремя медалями и двумя Почетными Грамотами президиума Верховного Совета Казахской ССР.

## Память
Решением исполнительного комитета Зыряновского городского Совета депутатов трудящихся от 4 ноября 1975 года № 515 «Об увековечении памяти Героя Социалистического Труда, Почетного гражданина города Зыряновска Наби Кульчамановича Жаксыбаева» часть улицы Комсомольская в городе Зыряновск переименована в улицу имени Жаксыбаева.
В 2012 году в честь 100-летия Н. К. Жаксыбаева на одном из домов по улице Н. К. Жаксыбаева была установлена мемориальная табличка.
В 2023 г. ул. Снайперская в Актюбинске была переименована в ул. Жаксыбаева.